# ساسم عريض الأوراق
ساسم عريض الأوراق أو خشب الورد الهندي أو سونوكلينغ (الاسم العلمي:Dalbergia latifolia) هو نوع من النباتات يتبع جنس الساسم من الفصيلة البقولية.